# Colonia Olmeca, Xalapa
Colonia Olmeca är en ort i Mexiko.   Den ligger i kommunen Xalapa och delstaten Veracruz, i den sydöstra delen av landet, 230 km öster om huvudstaden Mexico City. Colonia Olmeca ligger 1 455 meter över havet och antalet invånare är 430.
Terrängen runt Colonia Olmeca är huvudsakligen kuperad, men västerut är den bergig. Runt Colonia Olmeca är det ganska tätbefolkat, med 100 invånare per kvadratkilometer. Närmaste större samhälle är Xalapa, 5,0 km öster om Colonia Olmeca. I omgivningarna runt Colonia Olmeca växer i huvudsak städsegrön lövskog.